# ISO 14001
ISO 14001 är en internationellt accepterad standard, som utgör grunden för fastställande av miljöledning, och som kan användas i alla typer av organisationer inom alla slags industrier.
Grunden till ISO 14001 är de 55 kraven. Dessa kan ses som komponenter för att lyckas med miljöledningssystem. Det är de 55 kraven som kommer att revideras genom miljöledningsarbetet. De övriga standarderna i ISO 14000-serien är vägledande och är en hjälp för utformning av miljöledningssystemet. Kraven kan uppfyllas på olika sätt beroende på vilket företag som implementerar dem. Meningen med ISO är att den ska kunna användas på olika typer av företag som har olika stor miljöpåverkan och miljöbelastning. Som bevis på att företaget uppfyller de krav som standarden sätter, blir företaget certifierat av ett oberoende certifieringsorgan. Beroende på företagets storlek och verksamhet skiftar komplexiteten och omfattningen av dokumentationen. Det finns alltså ingen specifik miljöprestanda att uppnå utan ISO bygger på ständiga förbättringar inom företaget. 
För att inte miljöledningssystemet ska bli undermåligt och oseriöst finns det dock vissa grundkrav uppsatta. Dessa är bland annat att bästa möjliga teknik ska användas där det är ekonomiskt möjligt och lämpligt.
Även ISO 14004 har viss koppling till 14001-standarden. ISO 14004 är även den en internationell standard. ISO 14004 ger råd och anvisningar till miljöledningssystem och hur dessa skall hanteras.
För att kunna erhålla ett ISO 14001 certifikat måste verksamheten blir granskad mot kraven i ISO 14001:2015 av ett ackrediterat certifieringsorgan.
I Sverige finns företag ackrediterade för SS-EN ISO 14001 av SWEDAC